# Bahnstrecke Barca d’Alva–La Fuente de San Esteban
| |                          |                                         |                                         |
| Streckenlänge: | 77,5 km                  |                                         |                                         |
| Spurweite: | 1668 mm (Iberische Spur) |                                         |                                         |
| |                          |                                         |                                         |
| \| \| \| Linha do Douro von Pocinho \| \| \| \| Barca d’Alva \| \| \| \| Águeda, Staatsgrenze Portugal/Spanien \| \| \| \| La Fregeneda \| \| \| \| Froya \| \| \| \| Hinojosa de Douro \| \| \| \| Lumbrales \| \| \| \| Camaces \| \| \| \| Olmedo de Camaces-Cerralbo \| \| \| \| Bogajo \| \| \| \| Villavieja de Yeltes \| \| \| \| Yeltes \| \| \| \| Villares de Yeltes \| \| \| \| Boada \| \| \| \| Eisenbahnstrecke 120 von Ciudad Rodrigo \| \| \| \| La Fuente de San Esteban-Boadilla \| \| \| \| Eisenbahnstrecke 120 nach Salamanca \| |                          |                                         |                                         |
| Strecke (außer Betrieb) |                          | Linha do Douro von Pocinho              | Linha do Douro von Pocinho              |
| Bahnhof (Strecke außer Betrieb) |                          | Barca d’Alva                            | Barca d’Alva                            |
| Grenze auf Brücke über Wasserlauf (Strecke außer Betrieb) |                          | Águeda, Staatsgrenze Portugal/Spanien   | Águeda, Staatsgrenze Portugal/Spanien   |
| Bahnhof (Strecke außer Betrieb) |                          | La Fregeneda                            | La Fregeneda                            |
| Brücke über Wasserlauf (Strecke außer Betrieb) |                          | Froya                                   | Froya                                   |
| Haltepunkt / Haltestelle (Strecke außer Betrieb) |                          | Hinojosa de Douro                       | Hinojosa de Douro                       |
| Bahnhof (Strecke außer Betrieb) |                          | Lumbrales                               | Lumbrales                               |
| Brücke über Wasserlauf (Strecke außer Betrieb) |                          | Camaces                                 | Camaces                                 |
| Haltepunkt / Haltestelle (Strecke außer Betrieb) |                          | Olmedo de Camaces-Cerralbo              | Olmedo de Camaces-Cerralbo              |
| Haltepunkt / Haltestelle (Strecke außer Betrieb) |                          | Bogajo                                  | Bogajo                                  |
| Haltepunkt / Haltestelle (Strecke außer Betrieb) |                          | Villavieja de Yeltes                    | Villavieja de Yeltes                    |
| Brücke über Wasserlauf (Strecke außer Betrieb) |                          | Yeltes                                  | Yeltes                                  |
| Haltepunkt / Haltestelle (Strecke außer Betrieb) |                          | Villares de Yeltes                      | Villares de Yeltes                      |
| Haltepunkt / Haltestelle (Strecke außer Betrieb) |                          | Boada                                   | Boada                                   |
| Abzweig ehemals geradeaus und von rechts |                          | Eisenbahnstrecke 120 von Ciudad Rodrigo | Eisenbahnstrecke 120 von Ciudad Rodrigo |
| Bahnhof |                          | La Fuente de San Esteban-Boadilla       | La Fuente de San Esteban-Boadilla       |
| Strecke |                          | Eisenbahnstrecke 120 nach Salamanca     | Eisenbahnstrecke 120 nach Salamanca     |

Die Bahnstrecke Barca d’Alva–La Fuente de San Esteban, auf Portugiesisch gelegentlich Linha Internacional de Barca d’Alva a La Fregeneda e a Salamanca („Internationale Strecke von Barca d’Alva nach La Fregeneda und Salamanca“), ist eine Eisenbahnstrecke in iberischer Breitspur, welche die Linha do Douro mit dem spanischen Eisenbahnnetz verband. Bis zur Schließung der Strecke im Jahr 1985 verkehrten dort regelmäßig Personen- und Güterzüge.
Zudem diente die Strecke als häufig genutztes Verkehrsmittel für die Bevölkerung von Trás-os-Montes, um die zahlreichen Volksfeste auf spanischer Seite zu besuchen, unter anderem in La Fregeneda und Sobradillo.

## Beschreibung
Die Eisenbahnstrecke hatte eine Länge von 77,5 Kilometern zwischen Barca d’Alva und La Fuente de San Esteban-Boadilla und besaß zeitweise bis zu neun Zwischenhalte. Im Bahnhof von La Fuente de San Esteban-Boadilla traf die Strecke auf die Eisenbahnstrecke 120 (Vilar Formoso—Ciudad Rodrigo—Salamanca), sodass dieser auch häufig von Portugiesen zur Weiterfahrt nach Salamanca genutzt wurde, wo die internationalen Züge Lissabon–Paris (Sud-Express) hielten.
Neben einem regen Güterverkehr über die Strecke gab es auch bis 1984 Fahrgastverkehr. Bis 1913 befuhr die Strecke drei Mal pro Woche auch der sogenannte „Comboio rápido de Medina“, zu Deutsch „Schnellzug von Medina“, ein Schnellzug zwischen den Städten Porto, Salamanca und Medina, der von Endbahnhof zu Endbahnhof 11½ Stunden benötigte. Die letzten Züge auf der Strecke waren die dieselbetriebenen Doppeltriebwagen der Baureihe 600 der damaligen Caminhos-de-ferro Portugueses.

## Geschichte

### Planung und Bau
Am 23. Juli 1883 beschloss das portugiesische Parlament, auf Druck von zahlreichen Unternehmern aus Porto und vor allem der Portuenser Bank, die Verlängerung der Linha do Douro zur portugiesischen Grenzstadt Barca d’Alva in Angriff zu nehmen. Gleichzeitig begann auch auf der spanischen Seite die Suche nach Finanziers für den Bau der Strecke von Barca d’Alva nach La Fregeneda, Teil der Provinz von Léon. Bauherr war eine Gesellschaft mehrerer Banken, die sich anfangs Companhia das Docas do Porto e Caminhos de Ferro de Salamanca à Fronteira Portuguesa nannte, später folgte eine Umbenennung in Companhia de Caminhos de Ferro do Oeste de Espanha.
Nach zahlreichen Schwierigkeiten in der Bauplanung, vor allem bei der Planung der Brücke über den Fluss Águeda, begannen die Bauarbeiten im Jahr 1882. Diese gestalteten sich aufgrund der anspruchsvollen Topographie sehr schwierig – der engste Kurvenradius auf der Strecke betrug 300 Meter, einige Steigungen von 21 ‰ und allein auf den anspruchsvollsten 17 Kilometer Strecke 13 Brücken und 20 Tunnel.
Nach knapp sechs Jahren Bauzeit konnte die Strecke am 9. Dezember 1887 eröffnet werden, am gleichen Tag ging auch die Teilstrecke Pocinho–Barca d’Alva in Betrieb, womit die Linha do Douro als vollendet galt. Mit der Eröffnung begann auch der direkte Zugbetrieb zwischen Porto und Salamanca. Mit der eröffneten Verbindungsstrecke erhielt die Linha do Douro einen direkten Anschluss an das restliche europäische Eisenbahnnetz. Zudem war die „Linha Internacional“ die erste und einzige Strecke, die im Ausland mit portugiesischem Kapital gebaut wurde.

### Stilllegung

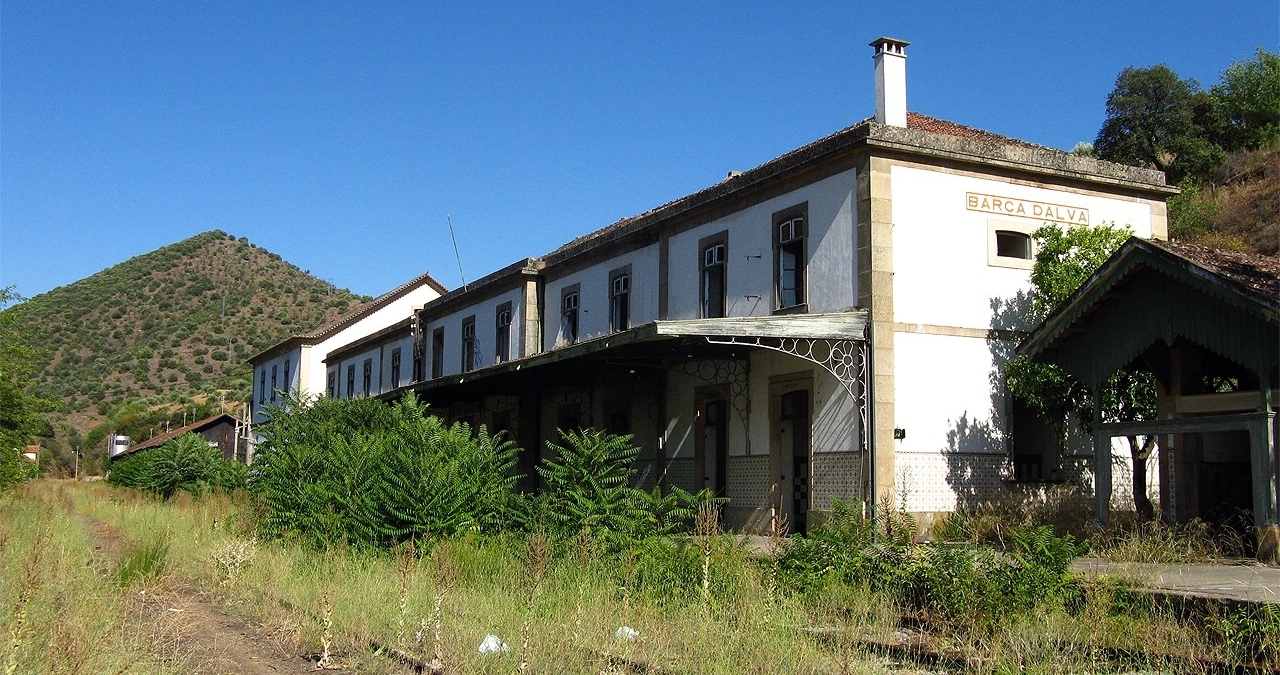
Ehemaliger Bahnhof Barca d’Alva (2009)

1984 entschied die spanische Regierung als Teil eines großen Eisenbahnsparplans die Verbindung zwischen La Fuente de San Esteban und La Fregeneda stillzulegen, was auch zur Einstellung der Züge zwischen Barca d’Alva und La Fregeneda führte. Der letzte Zug fuhr am 31. Dezember 1984.
1988 erfolgte gleiches auf der portugiesischen Seite: der Strecke zwischen Pocinho und Barca d’Alva fehlte es nach der fehlenden Verbindung nach Spanien an Rentabilität und sie wurde daraufhin eingestellt. Seitdem wird die Linha do Douro von Ermesinde nur noch bis Pocinho betrieben.
Seit der Schließung der Strecke zwischen Barca d’Alva und La Fregenada am 1. Januar 1985 gab und gibt es Pläne sowohl von portugiesischer wie von spanischer Seite den gemeinsamen Zugverkehr wieder aufzunehmen.

### Pläne zur Wiederinbetriebnahme

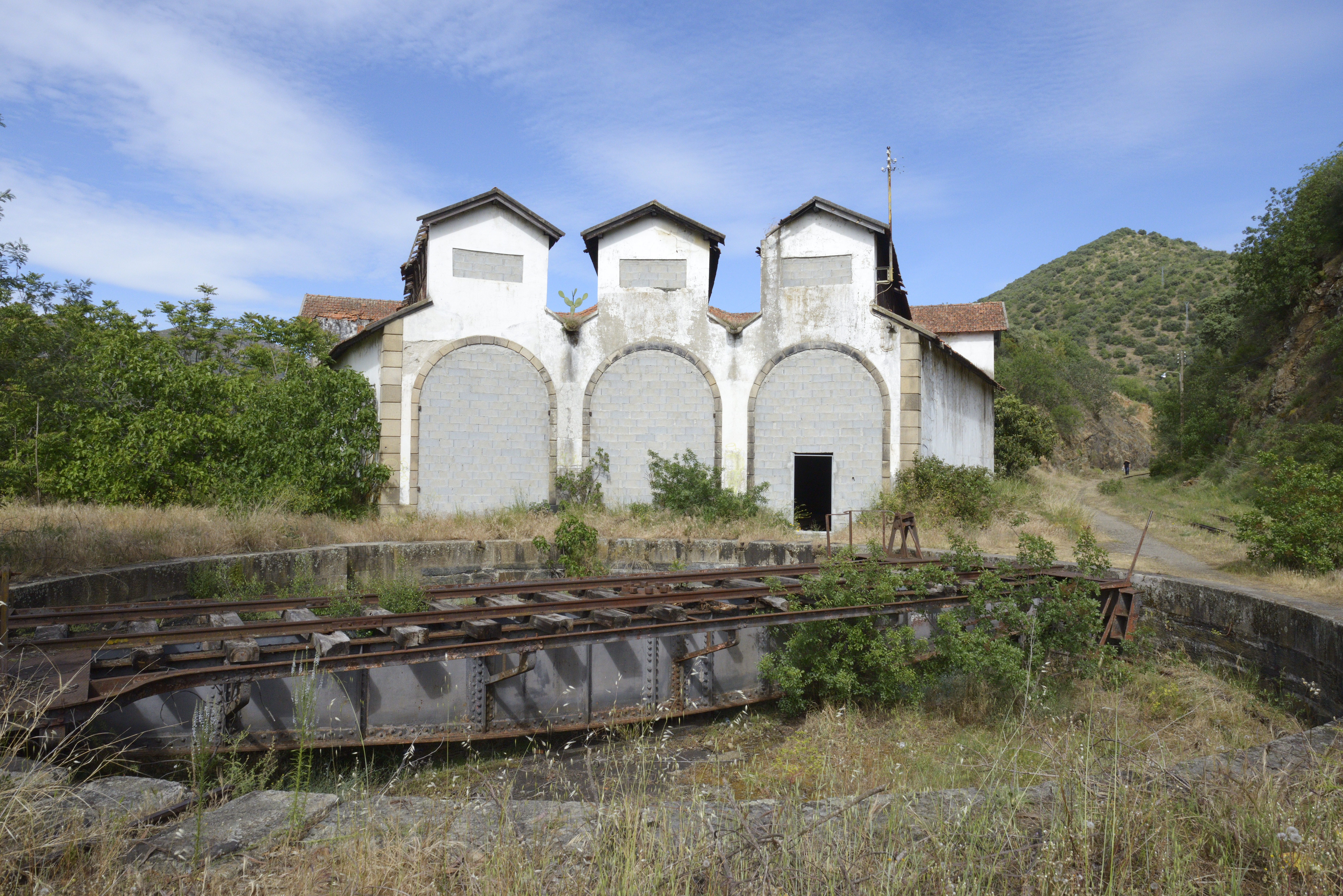
Lokschuppen am Bahnhof Barca d’Alva mit Drehscheibe (2017)

Seit 2000 befindet sich der spanische Teil der Strecke unter Denkmalschutz (Bien de Interés Cultural).
2008 bekundete eine katalanische Organisation die Strecke für touristische Zwecke wieder zu eröffnen. Im August 2009 verkündete die damalige portugiesische Staatssekretärin für Verkehr, Ana Vitorino, dass in Kürze die Bauarbeiten an der Strecke zwischen Pocinho und Barca d’Alva begännen. Am 10. September 2009 unterzeichneten zudem der Betreiber des portugiesischen Schienennetzes (REFER), die portugiesische Staatsbahn Comboios de Portugal, das portugiesische Institut für Hafenangelegenheiten und Seeverkehr, die Entwicklungskommission für Nordportugal und die Strukturstabstelle für das Douro-Tal eine Absichtserklärung mit dem Ziel den Verkehr zwischen Pocinho und Barca d’Alva wieder aufzunehmen und touristisch zu betreiben. Trotzdem sind bis 2012 keinerlei weitere Tätigkeiten erfolgt.

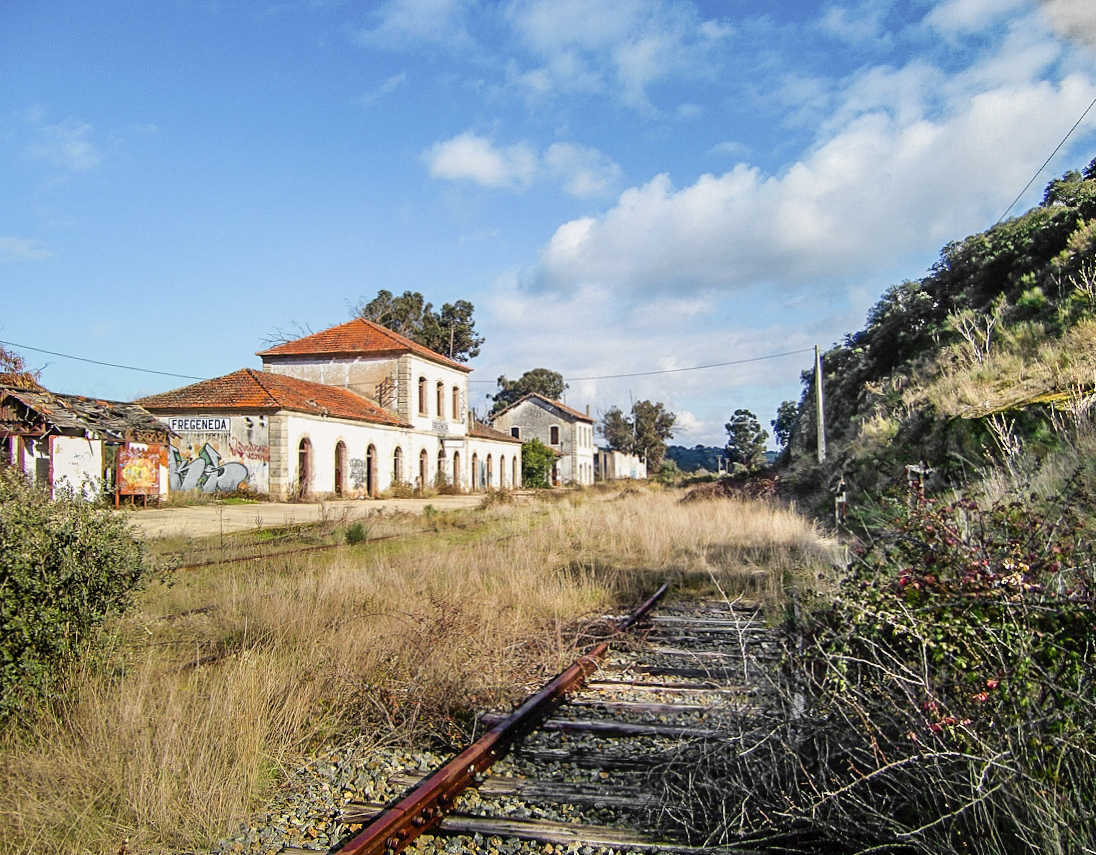
Ehemaliger Bahnhof La Fregeneda (2011)

2011 gründete sich die Organisation Todavía mit dem Ziel, die Strecke zu erhalten und wiederzueröffnen. Aufgrund des vorgenannten Abkommens von 2009 arbeiten das portugiesische Verkehrsministerium, gemeinsam mit der REFER und den Gemeinden, an einer Wiederaufnahme des Verkehrs von Pocinho bis nach Barca d’Alva. Es dauerte aber weitere knapp 13 Jahre, nämlich bis 2022, bis die portugiesische Regierung schlussendlich beschlossen hat, den aufgegebenen Streckenabschnitt bis Barca d’Alva tatsächlich wieder zu reaktivieren. Die Arbeiten dafür sollen 2023 beginnen. 75 Mio. Euro sind zunächst veranschlagt. Der Verkehr soll voraussichtlich ab 2027 aufgenommen werden können. Die Bevölkerung auf portugiesischer Seite fordert weitergehend eine dauerhafte Zugverbindung über die portugiesisch-spanische Grenze hinaus, analog zum Verkehr Porto–Vigo., woran die spanische Seite aber bisher keinerlei Interesse zeigt, obwohl hierfür Zuwendungen der Europäischen Union zu erwarten wären. Ein weiteres – bzw. im Hinblick auf die Historie erneutes – Zusammenwachsen Europas wäre für alle Seiten wünschenswert.